# نيسا كاري
نيسا كاري هي عالمة أحياء بريطانية تشتغل بميدان البيولوجيا الجزيئية والتقانة الحيوية وهي المديرة الدولية لمنظمة براكسيس أونيكو لنقل التقانة كما أنها أستاذة زائرة بكلية لندن الإمبراطورية.
تستغل نيسا كاري خبرتها بعلم التخلق المتوالي وعلوم نقل التقانة لتشجع العلماء على التنقل بين الاشتغال بالبحث العلمي أو الأكاديمية وبين العمل في ميادين الصناعة، فهي غالبا ما تقدم محاضرات لطلبة المدارس والعلماء الذين لا زالوا ببداية مسارهم العلمي.
بالإضافة إلى هذا، تؤلف نيسا كاري كتبا ومقالات موجهة إلى عموم الجمهور المهتم بالعلوم، حيث أنها ألفت كتاب ثورة التخلق الجيني 3 والدنا الفضلة: رحلة داخل المادة المظلمة للجينوم والذي يستعرض التقدم الذي أحرزه علم التخلق وانعكاساته على الطب. كما أنها شاركت في تنقيح كتاب تسخير التخلق المتوالي في اكتشاف الأدوية في إطار سلسلة اكتشاف الأدوية 6 التي تنشرها الجمعية الملكية للكيمياء.

## المسار التعليمي والمهني
تابعت نيسا كاري دراستها بمدارس حكومية، فالتحقت بالبداية بجامعة ادينبورغ لدراسة الطب البيطري إلا أنها تركت هذا التخصص لعدم قدرتها على مواكبة المواد ولمعانتها من حساسية تجاه فرو الحيوانات:
عملت بعدها لمدة خمس سنوات كعالمة جنائية بمصلحة الطب الشرعي التابعة لجهاز شرطة العاصمة لندن. وبعد دراستها بدوام جزئي لنيل شهادتها بعلم المناعة، قررت كاري إكمال مسارها في البحث الأكاديمي فعادت مجددا إلى جامعة إدينبورغ لمتابعة دراستها في سلك الدكتوراه لتحصل بعدها على شهادة الدكتوراه سنة 1993على أطروحتها في علم الفيروسات وكان موضوع دراستها حول فيروس فيسنا مائدي الذي يصيب الخراف.
أكملت نيسا كاري مسارها البحثي ما بعد الدكتوراه في علم الوراثة البشرية بقسم التشريح بكلية تشارينغ كروس وويستمينستر للطب، لتصير بعدها أستاذة محاضرة ثم أستاذة محاضرة أقدم بالبيولوجيا الجزيئية في جامعة لندن الإمبراطورية. وفي 2001 تركت الميدان الأكاديمي للعمل بميدان الصناعة إلا أنها أصبحت منذ سنة 2013 أستاذة زائرة بقسم الجراحة والسرطان بكلية لندن الإمبراطورية كما أنها تتابع بالموازاة مع هذا مسارها العملي.
شغلت كاري بين سنة 2001 وسنة 2004 منصب مديرة قسم البيولوجيا الجزيئية بمجموعة فيرناليس المختصة بصناعة الأدوية، لتصير بعدها رئيسة قسم البيولوجيا بشركة توبوتارجت بين سنتي 2004- 2006، ثم بسنة 2006 عملت كمديرة علمية بشركة سيلسنتريك، لتنتقل بشهر ماي 2011 إلى العمل بشركة بفيزير كمديرة للبحث الخارجي والابتكار والتطوير، واستمرت بالعمل لدى سيلسنتريك حيث عملت على إيجاد فرص جديدة للتعاون في مجال علم التخلق المتوالي. وتشغل كاري منذ يوليو 2014 منصب المديرة الدولية بمؤسسة براكسيس أونيكو.
وكانت نيسا كاري بين سنتي 2011 - 2015 عضوة في الفريق الاستشاري للعلوم البيولوجية من أجل الاستراتيجيات الصناعية التابع لمجلس البحث في التقانة الحيوية والعلوم البيولوجية). وكانت بنفس الفترة كذلك عضوة في المجلس المختص بالبحث في مجال الطب الجزيئي والخلوي التابع لمجلس البحث الطبي وكانت كذلك عضوة باللجنة العلمية التوجيهية من أجل ورشة علم التخلق التي نظمها مجلس البحث الطبي سنة 2015.
واتسعت خبرة كاري لتضم إلى خبرتها بالبيولوجيا أيضا التواصل والتدريب. فهي مهنية مسجلة بقطاع نقل التقانة، ومن إنجازاتها أنها قامت بالتعليم في كلية الطب الامبراطورية وفي الجامعة الملكية للجراحين (بالمملكة المتحدة وإيرلندا). وتروج كاري بشكل نشيط لتنقل العلماء بين مجالي البحث الأكاديمي والعمل في ميادين الصناعة، فهي غالبا ما تتناقش مع العلماء الذين مازالوا في بداية حياتهم المهنية بخصوص الاختيارات المهنية المتوفرة لهم 17 18 19 20 .

## المنشورات
تشرح كتب ومحاضرات نيسا كاري التطورات الحاصلة في علم التخلق المتوالي لعموم الجمهور المهتم بالعلوم فقد نشرت كاري أزيد من 30 ورقة بحثية  خضعت لمراجعة الأقران حول علم التخلق المتوالي وجوانب أخرى للبيولوجيا. كما أنها تكتب في الصحف الشعبية مواضيع حول الثقافة الشعبية ووسائل الإعلام من وجهة نظر علمية.

## ثورة علم التخلق المتوالي:  كيف تعيد البيولوجيا الحديثة تشكيل فهمنا لعلم الجينات والمرض والوراثة
كتاب نيسا كاري الأول «ثورة علم التخلق المتوالي»يصف كيف تسمح التغيرات التخلقية لنفس الحمض النووي الدنا بالتعبير عن صفات مختلفة،  فهي تشبه الدنا بسيناريو مسرحية عوض تشبيهه بقالب صلب، حيث يمكن أن تنتج عن نفس السيناريو إنتاجات مختلفة للمسرحية.
وقد اعتمدت كاري مثال قوام أودري هيببورن الصغير لتشرح التأثيرات المحتملة للتخلق المتوالي.  فصغر قوام هيببورن كان نتيجة للأمراض التي رافقتها طوال عمرها والتي سببتها لها ظروف الحرمان التي عاشتها خلال الحرب العالمية الثانية. فقد جاء في كتاب كاري أننا لا نولد بجينات مبرمجة مسبقا فحسب بل إن طريقة عمل الجينات يمكن أن تتغير  تخلقيا حسب وسط العيش أو الحمية الغذائية، كما أن هذه التغيرات يمكن أن تؤثر  لاحقا على الأجيال المستقبلية. ويناقش الكتاب النقاط المثيرة للجدل في هذا المجال الذي يتطور بشكل سريع، ويستعرض الكتاب مجموعة من التفسيرات لبعض الاكتشافات التي تفسر بظواهر أخرى غير التخلق المتوالي.
في نقده لكتاب نيسا كاري، كتب بيتر فوربز التابع لجريدة الكارديان، أن الكتاب لا يبسط المعجم العلمي للقارئ العادي، إلا انه «أول كتاب يكشف للقارئ العادي  أهمية التخلق المتوالي، فعلى كل شخص مهتم بحق بمعرفة طبيعتنا وكيف تعمل أجسادنا أن يقرأ هذا الكتاب». وهناك نقاد آخرون وجدوا أيضا أن الكتاب ثقيل نوعا ما معجمياإلا أنهم يعتقدون أن هذا «ليس خطأ كاري بقدر ما هو أمر تفرضه طبيعة علم البيولوجيا». وقد كتب ألكسندر بادياف «لا يمكن إلا أن نشعر بالإعجاب تجاه المؤلفة التي تمتاز بطلاقة كبيرة في مجموعة من المواضيع المتنوعة.» 

### الدنا الفضلة: رحلة في المادة المظلمة للجينوم
يفحص كتاب كاري الثاني  «الدنا الفضلة: رحلة في المادة المظلمة للجينوم» التطورات التي عرفتها دراسة الدنا الفضلة أو ما يعرف أيضا بالدنا غير المُشفِّر. ففي السابق وإلى حدود وقت قريب كان يتم التغاضي عن الدنا الذي لا ينتج شفرات بروتينات باعتباره غير وظيفي، وتشرح كاري أن «أهم سبب في تحويل التركيز (على الدنا الفضلة) هي الكمية الهائلة من الدنا الفضلة التي تحتوي عليها خلايانا, فأكبر صدمة حين اكتمل توصيف تسلسل الجينوم البشري في 2001  كانت اكتشاف أن ما يزيد عن  بالمائة من الدنا عند البشر كان فضلة ولا يُشفِّر لأي بروتينات.» وتصف كاري كيف يحافظ دنا الفضلة على سلامة كروموسوماتنا ويضبط الطريقة التي يتم التعبير بها عن الجينات المُشفِّرة للبروتينات، وكيف يؤثر على كيفية تقدمنا في السن كما أنه يمنح  درجة كبيرة من الدقة والمرونة  في استخدامنا للعدد المحدود نسبيا للجينات التي تشفِّر للبروتينات...  ]و[ يلعب دورا في كل أنواع الحالات، بدءا من التحكم الصحيح من التعبير عن الجينات في الخلايا الأنثوية وصولا إلى ضبط المسارات التي تؤدي إلى الإصابة بالسرطان. فبدءا من قطة إيرنست هيمينغوي الطافرة جينيا ووصولا إلى إثبات براءة الشخص من خلال بصمة الدنا، يؤثر الدنا الفضلة على مجموعة مدهشة من الظواهر البيولوجية.
يعتمد الكتاب منهج المماثلة  من أجل شرح الظواهر الخلوية، مع أن البعض ينتقده لكونه «أكثر شمولية من أن يفهمه المتلقي العادي» و«يفتقد إلى هيمنة اللمسة الروائية التي تدفع القراء إلى متابعة قراءة الكتاب» أما الناقدة ليندا جيديس فقد وصفته «بالدليل الشامل والأحدث لفهم الجينوم الذي يستمر بالتغيير السريع ويزداد غموضا» 35 كما أوصت به «لكل شخص غير مختص يرغب بمقدمة أسرة ومستفيضة ومحدثة للصورة الأشمل عن جينومنا المدهش والفوضوي.» 36
وتصف نيسا كاري الجدل القائم حول هذا الميدان وكذا السياسات المتعلقة به قائلة : «على جانب لدينا العلماء الذين يدعون أنه لا توجد إثباتات تجريبية كافية لدعم ادعاءات تكون أحيانا كاسحة. على الجانب الآخر هناك أولئك الذين يشعرون أن هناك جيل كامل من العلماء (إن لم يكن أكثر) العالقين بتصور متجاوز والغير قادرين على فهم النظام الجديد». وبينما انتقد بعض النقاد أسلوبها فقد انتقد اخرون علمها.

### تسخير علم التخلق المتوالي في اكتشاف الأدوية
قامت نيسا  كاري بتنقيح كتاب «تسخير علم التخلق المتوالي في اكتشاف الأدوية» الذي ألفته مجموعة من الباحثين الرائدين في هذا المجال. ويشكل هذا الكتاب دليلا للكيميائيين العاملين بميدان الطب وللعلماء العاملين في ميادين أخرى والذين يرغبون بمعرفة المزيد عن الموضوع  38. فالكتاب يستكشف ميدان التخلق المتوالي وتطبيقاته الممكنة في ميدان الطب وكذا التحديات التي يطرحها استغلال الأبحاث بطريقة آمنة وناجعة 39. ويحتوي الكتاب مثلا على فصل كتبه كارل ب. نايتغيل حيث يعرف التخلق المتوالي ويشرح أهميته 40. وفي فصل اخر يسلط طوم د. هايتمان ومايكل ماكولار الضوء على الاليات  البيوكيميائية التي تتحكم بمثيلة الدنا وعلى انعكاسات المثيلة غير الطبيعية للدنا في حالة الأمراض المزمنة، كما سلطا الضوء على الأدوية المقننة للمثيلة والتي تستخدم بالمصحات وكذا على فرص إيجاد نوع جديد من الأدوية لعلاج هذه الالية المحورية في التخلق المتوالي.
ويندرج هذا الكتاب ضمن سلسلة اكتشاف الأدوية التي تصدرها الجمعية الملكية للكيمياء والتي تتكون من أزيد من خمسين مجلدا تم نشرها منذ 2010 وتخص مجال اكتشاف الأدوية والكيمياء الطبية.

### حل شيفرة الحياة: كيف سيعيد التنقيح الجيني كتابة مستقبلنا (2019)
يناقش هذا الكتاب نظاما جديدا من التعديل الجيني المسمى كريسبر والذي يطلق عليه أيضا التنقيح الجيني،  ويخول هذا النظام للعلماء التحكم الدقيق والسهل بجينات أي متعض حي وبمدة زمنية قصيرة. كما يناقش الكتاب القيود الأخلاقية لتطبيق هذه التقنيات على البشر، كما تقدم كاري لمحة عن هذه التقنية التي قد تغير مستقبل التعديل الجيني.